# Маклауд, Алли
А́листер Рейд Макла́уд (англ. Alistair Reid MacLeod, 26 февраля 1931, Глазго, Шотландия — 1 февраля 2004, там же), более известный как Алли Маклауд (англ. Ally MacLeod) — шотландский футболист, игравший на позиции флангового полузащитника. По завершении игровой карьеры — футбольный тренер.

## Игровая карьера
Во взрослом футболе дебютировал в 1949 году выступлениями за «Терд Ланарк», в котором провёл шесть сезонов, приняв участие в 112 матчах чемпионата и забил 17 голов.
В течение 1955—1956 годов защищал цвета клуба «Сент-Миррен».
Своей игрой за последнюю команду привлёк внимание представителей тренерского штаба клуба «Блэкберн Роверс», к составу которого присоединился в 1956 году. Сыграл за команду из Блэкберна следующие пять сезонов своей игровой карьеры. Большую часть времени, проведённого в составе «Блэкберн Роверс», был основным игроком команды и в сезоне 1957/58 помог клубу выйти в элитный английский дивизион, а в 1960 году дойти до финала Кубка Англии.
С 1961 по 1964 год играл в составе шотландских клубов «Хиберниан» и «Терд Ланарк».
Завершил профессиональную игровую карьеру в клубе «Эр Юнайтед», за который выступал на протяжении 1964—1965 годов.

## Карьера тренера

### Начало работы
Начал тренерскую карьеру вскоре после завершения карьеры игрока, в 1966 году, возглавив тренерский штаб команды клуба «Эр Юнайтед», с которой работал девять сезонов и стал одним из легенд клуба.
В 1975 году он переехал в «Абердин», который привёл в следующем году к победе в Кубке Лиги, преодолев в финале «Селтик».

### Сборная Шотландии
В мае 1977 года, после ухода Вилли Ормонда в «Хартс», Шотландская футбольная ассоциация планировала пригласить в качестве главного тренера одного из лучших шотландских специалистов тех времён Джока Стина, но тот решил остаться в «Селтике». Отборочный турнир на чемпионат мира был в самом разгаре, к тому же через пару недель команде предстояло принять участие в домашнем чемпионате Великобритании, а затем отправиться в турне по Южной Америке. Времени для раздумий не было, поэтому на пост главного тренера был приглашен Алли Маклауд.
«Я хочу доказать, что я лучший тренер в мире», — заявил он на первой пресс-конференции. «Можете сколько угодно смеяться, но у меня нет сомнений, что я рожден для успеха». Впрочем, на протяжении одного года отношение к сборной Шотландии поменялось кардинально не только вследствие громких высказываний Маклауда. Эту команду называли сильнейшей в истории. Осенью Шотландия первой из всех европейских сборных пробилась на «мундиаль», обойдя в таблице не только сборную Уэльса, но и даже сборную Чехословакии — действующего чемпиона Европы. Шотландцы на Хэмпден Парке не оставили противнику ни единого шанса. На голы Джо Джордана, Азы Хартфорда и Кенни Далглиша гости ответили лишь мячом Мирослава Гайдушека уже при счете 0:3. Кроме того, «тартановые» выиграли домашний чемпионат Великобритании, обыграв в последнем матче сборную Англии на Уэмбли — 2:1. В американском турне они потерпели лишь одно поражение в матче со сборной Бразилии, а также сыграли вничью с хозяевами будущего чемпионата мира сборной Аргентины.
После таких результатов у болельщиков, журналистов и игроков появилась идея, что сборная Шотландии может выиграть чемпионат мира. Хавбек Дон Мэссон в интервью Daily Record заявил: «Внутри команды царит оптимизм. Мы знаем, что можем играть в отличный футбол, и хотим показать это всему миру. Большое значение имеет жеребьевка, если будет все нормально, мы можем сделать то, чего все хотят — выиграть чемпионат мира». Жребий был благосклонен к Шотландии. Вместе со сборной Нидерландов в группу с командой Маклауда попали Иран и Перу. С каждым днем оптимизм в раздевалке сборной только увеличивался. Накануне отлета команды в Южную Америку на телевидении вышла 40-минутная футбольная передача Argentina Here We Come!, а местные букмекеры считали Шотландию одним из фаворитов турнира с коэффициентом 1 к 8. «Мы приехали за Кубком мира», — говорил Маклауд.
Однако уже в первом матче на турнире шотландцы были наказаны тремя мячами в свои ворота от сборной Перу. После этого Шотландия сыграла вничью со сборной Ирана — откровенным аутсайдером группы, для которого этот матч стал единственным положительным на том чемпионате.
Моральный дух команды был надломлен в течение нескольких дней. Шотландия с одной из сильнейших команд в мире превратилась в жалких неудачников, которым ничего не удавалось сделать со сборной Ирана. Ещё пять дней назад лучшая команда в истории Шотландии была названа в газетах «главным разочарованием».
Шансы на выход в следующий раунд из группы оставались, но для этого нужно было обыгрывать сборную Нидерландов в последнем туре с разницей в три забитых мяча. Маклауд пошёл на глобальные изменения в составе. Он оставил на скамейке запасных Кенни Бернса, а в центре обороны сыграли Мартин Бакен и Том Форсайт, также из-за травмы пропускал игру с Ираном капитан Брюс Риох, но теперь он вернулся на поле. Главным же тренерским изменением стало появление в центре полузащиты Грэма Сунесса, который ещё не выступал на турнире, он занял место в центре поля рядом с опытными Арчи Геммиллом и Аза Хартфордом, заменив Лу Макари и Дона Мэссона. «Перед матчем мы с игроками решили послать все расклады к чёрту и просто показать свой футбол», — рассказал на послематчевой пресс-конференции Маклауд. Шотландия довела матч до победы 3:2, сыграв один из лучших матчей в своей истории, но этого оказалось не достаточно — «оранжевые» обошли «тартановых» благодаря лучшей разнице забитых и пропущенных мячей. Выступление сборной Шотландии на том турнире было признано постыдным, после чего Маклауд вынужден был уйти в отставку.

### Возвращение к работе с клубами
В дальнейшем возглавлял команды «Эр Юнайтед», «Мотеруэлл» и «Эйрдрионианс».
Последним местом тренерской работы был клуб «Куин оф зе Саут», команду которого Алли Маклауд возглавлял в качестве главного тренера до 1992 года.
Умер 1 февраля 2004 года на 73-м году жизни в городе Глазго после долгой борьбы с болезнью Альцгеймера.

## Достижения

### Личные достижения
- Зал славы шотландского футбола: включён в 2015